# Komnur, Lingsugur
Komnur là một làng thuộc tehsil Lingsugur, huyện Raichur, bang Karnataka, Ấn Độ.